# Tepetates, Las Vigas de Ramírez
Tepetates är en ort i Mexiko.   Den ligger i kommunen Las Vigas de Ramírez och delstaten Veracruz, i den sydöstra delen av landet, 210 km öster om huvudstaden Mexico City. Tepetates ligger 2 493 meter över havet och antalet invånare är 166.
Terrängen runt Tepetates är varierad, och sluttar norrut. Runt Tepetates är det ganska tätbefolkat, med 90 invånare per kvadratkilometer. Närmaste större samhälle är Perote, 14,6 km sydväst om Tepetates. I omgivningarna runt Tepetates växer i huvudsak blandskog.